# Sambódromo

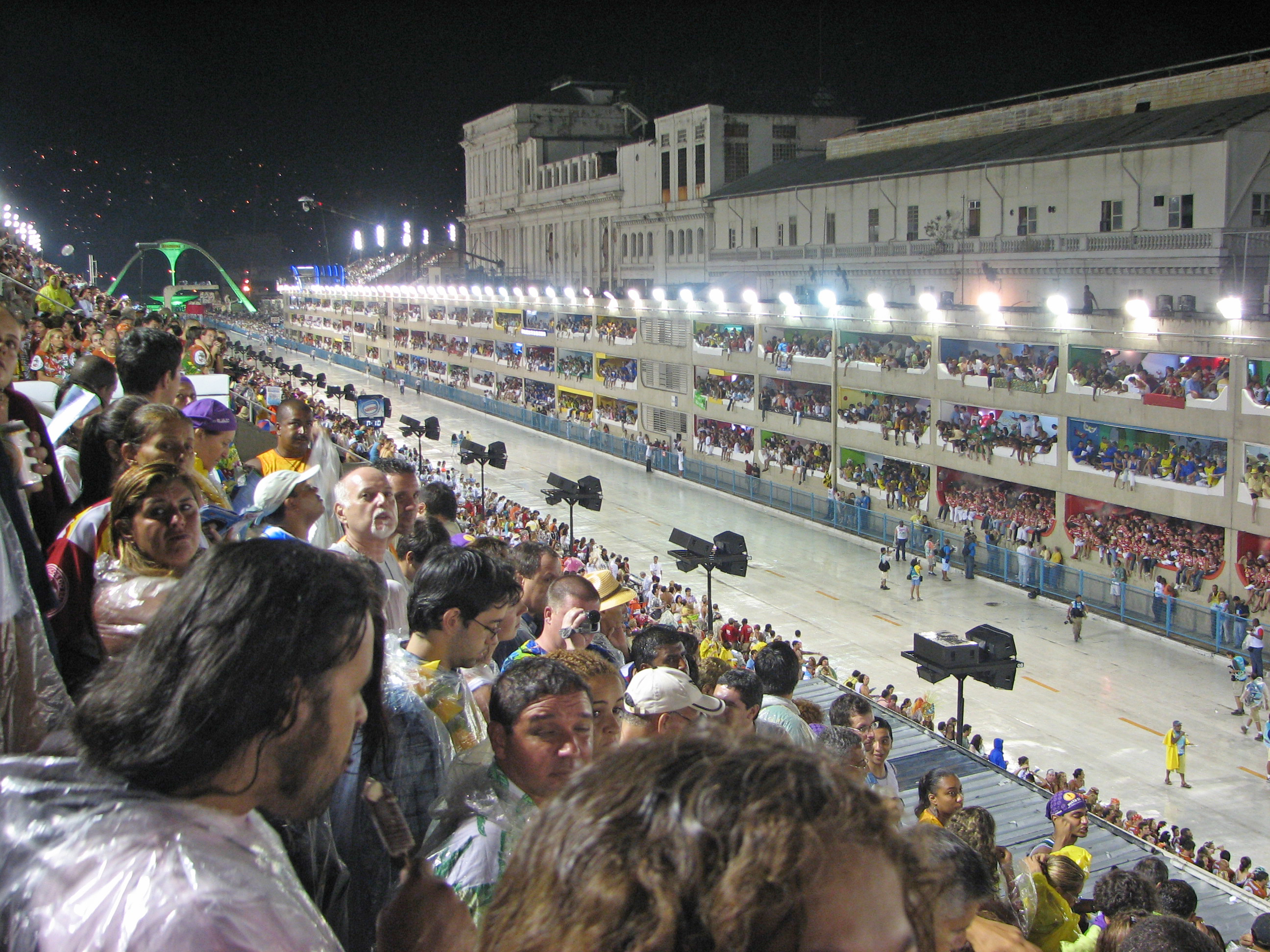
Sambódromo desde las gradas

Un sambódromo, también conocido como pasarela de samba, es el nombre dado a las instalaciones destinadas a los desfiles de las escuelas de samba. El término es un neologismo creado por el sociólogo Darcy Ribeiro, conformado por la palabra afrobrasileña "samba" y el sufijo griego "-dromo" (camino, vía).
De la lista de sambódromos más populares de Brasil, destacan:
- Aldeia de Cultura Amazônica Davi Miguel en Belém, Brasil.
- Centro Cívico Sambódromo en Encarnación, Paraguay.
- Centro de Convenções de Manaus en Manaos, Brasil.
- Escola Sambódromo de Artes Populares en Macapá, Brasil.
- Passarela Nego Querido en Florianópolis, Brasil.
- Sambódromo del Parque de la Estación en Mercedes, Corrientes, Argentina.
- Sambódromo da Marquês de Sapucaí en Río de Janeiro, Brasil.
- Sambódromo de Anhembi en São Paulo, Brasil.
- Sambódromo do Anhembi II en la zona oeste de São Paulo, Brasil.
- Sambão do Povo en Vitória, Brasil.

- Datos: Q1180029